# Merle Soppela
Merle Soppela est une skieuse alpine finlandaise, née le 5 octobre 1993.

## Biographie
Originaire de Rovaniemi, Soppela fait ses débuts dans des compétitions FIS lors de la saison 2006-2007, puis dans la Coupe d'Europe la saison suivante.
En 2009, elle gagne un titre de championne de Finlande chez les juniors en slalom. Elle prend part aux Championnats du monde junior en 2009, 2010 et 2011, où elle obtient son meilleur résultat avec une seizième place au slalom.
Elle fait ses premiers pas en Coupe du monde en novembre 2010 à Levi en slalom. Elle n'a jamais réussi à se qualifier en deuxième manche dans des slalom ou slaloms géants dans la Coupe du monde. En 2013, elle obtient sa première sélection en championnat du monde à Schladming, où elle ne termine pas ses deux courses.
En fin d'année 2014, elle enregistre son meilleur résultat en Coupe d'Europe avec une sixième place au slalom géant d'Hemsedal.
Aux Championnats du monde 2015, elle est 31e du slalom géant et 21e du slalom, soit son meilleur résultat dans l'élite. Avant la saison 2015-2016, elle chute dans un camp d'entraînement à Saas Fee en Suisse et se blesse au genou, qui la rend indisponible pour plusieurs mois.
Aux Championnats du monde 2017, pour son ultime compétition majeure, elle finit 35e du slalom. Elle prend sa retraite sportive cette année pour se concentre sur ses études.

## Palmarès

### Championnats du monde
| Épreuve / Édition | Schladming 2013 | Beaver Creek 2015 | Saint-Moritz 2017 |
| ----------------- | --------------- | ----------------- | ----------------- |
| Slalom géant      | Abandon         | 31e               |                   |
| Slalom            | Abandon         | 21e               | 35e               |

### Championnats de Finlande
- 4 titres nationaux :
  - Slalom en 2013 et 2014.
  - Slalom géant en 2015.
  - Super combiné en 2015[5].